# Gernot Böhme

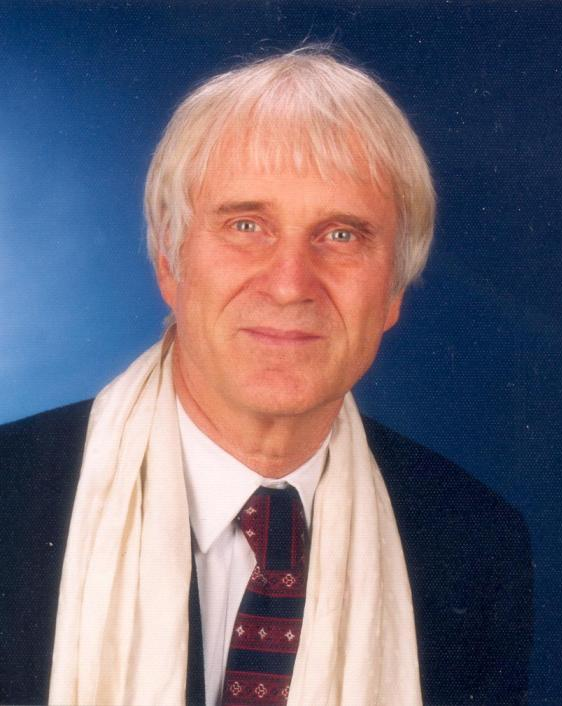
Gernot Böhme (undatiert)

Gernot Böhme (* 3. Januar 1937 in Dessau; † 20. Januar 2022) war ein deutscher Philosoph.
Böhme war Professor für Philosophie an der TU Darmstadt und trat vor allem mit seinen Arbeiten zur Ästhetik, Natur-, Leib- und Technikphilosophie sowie mit seiner Auffassung von praktischer Philosophie als Kompetenz zur Lebensbewältigung hervor. Mit zahlreichen Veröffentlichungen zu Platon, Immanuel Kant und Johann Wolfgang Goethe sowie mit Interviews und Beiträgen für Zeitungen und Magazine wurde er auch über die Fachkreise hinaus bekannt. Böhme plädierte dafür, unter den Bedingungen der technischen Zivilisation die Humanität und die Natur zu bewahren und insbesondere auch die Leiblichkeit des Menschen zu achten.

## Leben und Wirken
Gernot Böhme – der Literatur- und Kulturwissenschaftler Hartmut Böhme ist sein jüngerer Bruder – studierte Mathematik, Physik und Philosophie an der Universität Göttingen und der Universität Hamburg. 1966 wurde Böhme in Hamburg mit einer Arbeit Über die Zeitmodi promoviert. Den Übergang von der Naturwissenschaft zur Philosophie verdankte er seinem Mentor Carl Friedrich von Weizsäcker, mit dem er in Hamburg und später in Starnberg eng zusammenarbeitete. Mit diesem teilte er das Interesse an Platon und Kant sowie die Skepsis gegenüber der Sekundärliteratur und die Grundauffassung, dass man einen Philosophen erst dann verstehen kann, wenn man dessen Wahrheitsanspruch erfasst. Von 1965 bis 1969 war er wissenschaftlicher Assistent an der Universität Hamburg bei Weizsäcker und später an der Universität Heidelberg bei Georg Picht, einem Vetter Weizsäckers. Zwischen 1970 und 1977 folgte eine Tätigkeit als wissenschaftlicher Mitarbeiter am Max-Planck-Institut zur Erforschung der Lebensbedingungen der wissenschaftlich-technischen Welt in Starnberg. 1973 habilitierte sich Böhme mit einer Schrift über die Zeittheorie bei Platon, Aristoteles, Leibniz und Kant an der Philosophischen Fakultät der Universität München.
1977 wurde Böhme Professor für Philosophie an der TU Darmstadt. Er übernahm zahlreiche internationale Gastprofessuren. Zu seinen Forschungsgebieten gehörten die Klassische Philosophie, insbesondere Platon und Kant, Wissenschaftsforschung, Theorie der Zeit, Naturphilosophie, Ästhetik, Ethik, technische Zivilisation, Philosophische Anthropologie und Goethe. Böhmes Forschungen zur Philosophie Platons zielten vor allem darauf ab, die jüngere philologische Platonforschung mit der Wissenschaftsgeschichte zusammenzuführen. Daraus erwuchs eine systematische Darstellung von Platons theoretischer Philosophie. Sie legt zugleich dar, wie aus Diskussionen der platonischen Akademie die aristotelischen Kategorien entstanden sind. Böhmes Einführung in die Philosophie erschien in mehreren Auflagen im Suhrkamp Verlag. Sein Werk Ethik im Kontext wurde auch ins Englische übersetzt. Böhme war von 1997 bis 2001 Sprecher des Graduiertenkollegs Technisierung und Gesellschaft. Außerdem war er zeitweise Mitglied im Forschungsprojekt Wirtschaftskultur durch Kunst der Universität Witten/Herdecke. Seine Emeritierung erfolgte 2002. Ab 2005 war er Direktor des privaten Instituts für Praxis der Philosophie e. V. (IPPh) in Darmstadt.
Gernot Böhme starb im Januar 2022 im Alter von 85 Jahren. Seine Ehefrau Farideh Akashe-Böhme war 2008 gestorben.

## Lehre

### Klassische Philosophie und Ethik
Praxis der Philosophie bedeutete für Gernot Böhme, dass Lebensfragen formuliert werden müssen und eine Lebenskunst ausgearbeitet wird, die zugleich mit der Arbeit an sich selbst verbunden ist. In der Moderne verweigert sich die Fachwissenschaft Philosophie dieser Tradition. Philosophie ist aber nicht nur eine Wissenschaft, wie sie an der Universität betrieben wird. Sie ist zugleich Weltweisheit und Lebensform. Bei der Philosophie als Lebensform geht es darum, in Anknüpfung an Sokrates und die Antike sich selbst gleichsam als Mensch auszubilden. Die Philosophie als Weltweisheit stützt sich auf Kant, der sie als diejenige Philosophie bestimmt hat, die sich mit dem beschäftigt, was jedermann interessiert. Dabei handelt es sich heute insbesondere um die gesellschaftlich bedeutenden Fragen. Sokrates als Typ steht für einen anthropologischen Zustand, der sich durch Bewusstheit auszeichnet. Dies beinhaltet die Sensibilität für das Nichtselbst (Daimonion) des eigenen Daseins. Die Sorge für das eigene Selbst führt dabei nicht dazu, dass das Andere seiner selbst geleugnet würde. Für den Umgang mit den irrationalen Komponenten des Selbst sind Formen zu entwickeln, die sie beherrschbar, notwendig und nützlich erscheinen lassen. In der Kantforschung trat Gernot Böhme durch das gemeinsam mit seinem Bruder Hartmut Böhme publizierte Buch Das Andere der Vernunft hervor. Damit präsentierte er eine psychoanalytisch beeinflusste kritische Sicht der Moderne. Die Kantische Erkenntnistheorie erweist sich nach Böhme als Theorie einer entfremdeten Erkenntnis, das Ideal des autonomen Vernunftmenschen als teuer erkaufte Selbstbeherrschungsstrategie. Demgegenüber setzte sich Böhme für das „Andere der Vernunft“ ein, insbesondere also für die Natur, den menschlichen Leib, die Phantasie, das Begehren und die Gefühle. Im Anschluss daran hat Böhme eine Neuinterpretation der Kritik der Urteilskraft – das Schöne als Atmosphäre – und eine Rekonstruktion der metaphysischen Anfangsgründe der Naturwissenschaft vorgelegt. Böhme kritisierte das Kantische Konzept der Menschwerdung durch Erziehung.

### Ästhetik als Aisthetik
Gernot Böhme bemühte sich darum, die philosophische Ästhetik thematisch zu erweitern. Er konzipierte Ästhetik als Aisthetik, also als allgemeine Wahrnehmungslehre. Hierbei bezog er sich zentral auf die Arbeiten des Philosophen Hermann Schmitz, welcher bereits in den 1970er Jahren eine ausführliche Theorie der Wahrnehmung vorgelegt hatte, dessen Werk jedoch weitgehend unbeachtet blieb. Von diesem übernahm Böhme in den 1990er Jahren den Begriff der Atmosphäre sowie zahlreiche phänomenologische Beobachtungen und übertrug dessen Neue Phänomenologie in eine Neue Ästhetik. Im Zentrum der Betrachtung sollen nun Design, Natur und Kunst stehen. Ästhetik hat nicht nur die Aufgabe, moderne Kunst zu vermitteln. Eine ausschließlich intellektualistische Interpretation von Kunstobjekten wird abgelehnt. Sie hat sich auch mit dem  neuen Verhältnis zu der zunehmend vom Menschen gestalteten Natur zu befassen. Eine besondere Rolle spielen für die Ästhetik die Stimmungen und Affekte. Atmosphären sind für Böhme die erste und entscheidende Wirklichkeit für die Ästhetik. Dabei handelt es sich um räumliche Träger von Stimmungen. Sie bilden die gemeinsame Wirklichkeit des Wahrnehmenden und des Wahrgenommenen. Böhme verstand die Wahrnehmung als Modalität leiblicher Anwesenheit. Dabei betonte er dann die gefühlsmäßige Komponente. So wie Schmitz bereits Wahrnehmung als „eigenleibliches Spüren“ definiert hatte, ist auch für Böhme die Wahrnehmung ein Spüren von Anwesenheit bzw. das Spüren einer gewissen Atmosphäre. Die Atmosphäre gehört weder zum Objekt noch zum Subjekt, sondern ist eine Ko-Präsenz diesseits der Subjekt-Objekt-Spaltung. Erst später differenziert sich die Atmosphäre in einem Ich- und Gegenstands-Pol der Relation aus und verfestigt sich in der dualen Subjekt-Objekt-Struktur.

„In der Wahrnehmung der Atmosphäre spüre ich, in welcher Art Umgebung ich mich befinde. Diese Wahrnehmung hat also zwei Seiten: auf der einen Seite die Umgebung, die eine Stimmungsqualität ausstrahlt, auf der anderen Seite ich, indem ich in meiner Befindlichkeit an dieser Stimmung teilhabe und darin gewahre, dass ich jetzt hier bin. […] Umgekehrt sind Atmosphären die Weise, in der sich Dinge und Umgebungen präsentieren.“

Die Atmosphäre ist auf eine unbestimmte Art in den Raum ergossen. Der Atmosphäre kann nur nachgegangen werden, indem sie erfahren wird. Man muss sich ihr aussetzen und affektiv von ihr betroffen sein. So kann beispielsweise in einem Raum eine gewisse heitere oder eine bedrückende Stimmung herrschen. Dabei handelt es sich nicht um eine subjektive Stimmung. Diese Atmosphäre wird als quasi objektiv äußerlich erlebt. Es wird ein gemeinsamer Zustand des Ichs und seiner Umwelt bezeichnet. Die Phänomene des Atmosphärischen werden als freischwebende Qualitäten, wie Kräfte im leiblich-emotionalen Sinn oder als halb personifizierte Naturmächte erlebt. Böhme unterscheidet verschiedene Charaktere von Atmosphären. Zu den gesellschaftlichen Charakteren zählt er Reichtum, Macht oder Eleganz. Wärme, Kälte und Helligkeit gehören zu den Synästhesien. Kommunikative  Charaktere sind zum Beispiel gespannt, ruhig oder friedlich. Bewegungsanmutungen können drückend, erhebend und bewegend sein. Es gibt auch noch Stimmungen im engeren Sinne wie beispielsweise die Szenen des Englischen Gartens. In der Wahrnehmung spürt das Ich nicht nur die Anwesenheit von etwas, sondern es spürt es leiblich und spürt sich dabei auch selbst. Die Dinge entstehen aus dem atmosphärischen Spüren durch Prozesse der Abwehr, Differenzierung und Verengung. Sie werden als dynamisch wahrgenommen, weil sie Atmosphären und damit unsere Befindlichkeit erzeugen. Die Dinge sind durch ihre räumlich feste Lokalität, durch Körperlichkeit, Identität und durch die Verdichtung als die in einem endlichen Raum konzentrierte Potenz des atmosphärisch gespürten Charakters gekennzeichnet. Erst die Wahrnehmung der Dinge konstituiert die duale Subjekt-Objekt-Beziehung. Dabei werden sie als etwas Faktisches und Objektives außerhalb des Subjekts erfahren.

### Anthropologie und Leibphilosophie
Unter dem Titel Anthropologie in pragmatischer Hinsicht legte Böhme dar, was der Mensch auf der Basis des Wissens um sich aus sich machen kann. Den Wissenshintergrund bilden dabei nun die Humanwissenschaften des 20. Jahrhunderts. Humanität könne in der technisch gewordenen Zivilisation nur durch Widerstand gewahrt werden. Diese Sicht bestimmt auch Böhmes Leibphilosophie. In seinem Buch Leibsein als Aufgabe zeigt er, dass für den Menschen der technischen Zivilisation Leib nicht mehr schlicht gegeben ist, weil er sich immer schon als Körper versteht und behandelt. Dabei wird Leib definiert als „die Natur, die wir selbst sind“. Der Leib ist die eigene Natur, insofern sie in Selbsterfahrung gegeben ist; der Körper ist die eigene Natur, insofern sie in Fremderfahrung gegeben ist. Selbsterfahrung müsse jedoch erst wieder in besonderen Übungen aufgesucht werden, um dann ein Bewusstsein seiner selbst aufbauen zu können, das auf „betroffener Selbstgegebenheit“ basiere. Da die Betroffenheit am unausweichlichsten in negativen Erfahrungen spürbar ist, rückt insbesondere der Schmerz ins Zentrum dieser Anthropologie Böhmes. Er spricht von einer „Geburt des Subjektes aus dem Schmerz“. Erst auf der Basis einer leiblichen Vertrautheit mit sich sind nach Böhme Entscheidungen möglich, die heute dem Menschen als „mündigem Patienten“ abverlangt werden. Mit seiner Frau hat er über eine diesen Einsichten entsprechende Bewältigung von Krankheiten das Buch Mit Krankheit leben verfasst.

### Technik-, Wissenschafts- und Zeitphilosophie
In den 1970er Jahren hat Gernot Böhme gemeinsam mit Wolfgang van den Daele und Wolfgang Krohn am Max-Planck-Institut in Starnberg die These von der Finalisierung der Wissenschaft aufgestellt und damit eine breite öffentliche Debatte angeregt. Die Zweideutigkeit des Titels – finis bedeutet Ziel oder Ende – rief vor allem bei Mitgliedern des  Bunds Freiheit der Wissenschaft heftige Kritik hervor, als wollten die Autoren die Autonomie der Wissenschaft einschränken. Die Theorie von der Finalisierung der Wissenschaft konstatiert jedoch vielmehr im Anschluss an Thomas S. Kuhns Lehre von den Paradigmen in der Wissenschaft ein Drei-Phasen-Modell der Wissenschaftsentwicklung, um die Anwendung von Wissenschaft selbst auf eine wissenschaftliche Basis zu stellen. Nach einer Phase des trial and error tritt eine wissenschaftliche Disziplin in die paradigmatische Phase ein, die schließlich zu einer reifen Theorie führt. Auf deren Basis folgt in der dritten Phase eine Ausdifferenzierung, die durch Anwendungsinteressen geleitet wird. Die Finalisierungsthese wurde mit zahlreichen Fallstudien belegt. Böhme hat diese Arbeiten dann mit Blick auf die Ökologie als eine  normative Ausrichtung der Naturwissenschaft fortgesetzt und später zu einer kritischen Theorie der Technikentwicklung ausgebaut. Dabei wurde er unter Berufung auf Max Horkheimer von dem „Interesse an vernünftigen Zuständen“ geleitet. Wissenschaftstheoretisch hat Böhme Schriften zur Bildung von quantitativen Begriffen und Messverfahren veröffentlicht. Er unterscheidet dabei einen erkenntnistheoretischen Schritt, nämlich die begriffliche Organisierung des Phänomenfelds (Quantifizierung), von einem wissenschaftstheoretischen Schritt, der mathematischen Abbildung (Skalentheorie). Zusammen mit dem Wissenssoziologen Nico Stehr prägte Böhme außerdem 1985 den Begriff der Wissensgesellschaft. Als Zeitphilosoph hatte sich Gernot Böhme bereits durch seine Dissertation und Habilitation sowohl in historischer als auch systematischer Hinsicht ausgewiesen. Dem Verständnis von Zeit als reellem Parameter hat er einerseits die Zeiterfahrung als Dauer und andererseits die Ordnungsfunktion der Zeit als rhythmische Gliederung des Daseins, beispielsweise durch Tages- und Jahreszeiten, entgegengehalten. Gegen die in der analytischen Philosophie herrschende doppelte Auffassung von Zeit als Serie von Positionen, die nach Vergangenheit, Gegenwart und Zukunft geordnet sind und als Serie von Positionen, die nach früher und später geordnet sind hat Böhme eine neue grundsätzliche Dichotomie eingeführt, nämlich Zeit als Darstellungsmedium und Zeit als Form lebendiger Existenz. Form lebendiger Existenz ist die Zeit, die wir selbst existierend erfahren: Das, was wir sind, erstreckt sich selbst zeitlich – ähnlich wie eine Melodie.

### Darmstädter Verweigerungsformel
Der Beteiligung der Wissenschaft in der Rüstungsindustrie im Zuge des Wettrüstens und des sogenannten NATO-Doppelbeschlusses wollte Böhme eine individuelle Moralisierung von Wissenschaft und des Umgangs mit Wissenschaft entgegenhalten. Dazu propagierte er die Maxime, zunächst einmal bei sich selbst anzufangen, wenn man gesellschaftlich etwas verändern möchte. Er beteiligte sich deshalb 1984 maßgeblich an der Entwicklung der Darmstädter Verweigerungsformel, die dazu dienen sollte, das moralische Engagement von Wissenschaftlern für ganze Gruppen verbindlich zu machen und auf die Öffentlichkeit einzuwirken:

„Ich erkläre hiermit, dass ich mich im Rahmen meiner Tätigkeit als Wissenschaftler oder Techniker an der Entwicklung militärischer Rüstung nicht beteiligen will. Ich werde mich vielmehr um eine Aufklärung des Beitrages meines Fachgebietes zur Rüstungsentwicklung bemühen und der militärischen Verwendung wissenschaftlichen und technischen Wissens entgegenwirken.“

Diese Erklärung wurde von der Darmstädter Initiative für Abrüstung entworfen und von etwa 130 Wissenschaftlern und Technikern unterzeichnet. Es sollte moralischer Druck auf die in der Rüstungsforschung tätigen Personen aufgebaut und der von Böhme befürchteten Rüstungseskalation intellektuelles Potential entzogen werden. Böhme war Erstunterzeichner der Darmstädter Verweigerungsformel.

## Ehrungen und Festschriften
- Zu Gernot Böhmes 60. Geburtstag erschien die Festschrift Naturerkenntnis und Natursein.[31]
- Zu seiner Emeritierung 2002 wurde für ihn eine Festschrift zur Ästhetik veröffentlicht.[32]
- 2003 erhielt Böhme den Denkbar-Preis für obliques Denken.
- Aus Anlass seines 70. Geburtstags erschien die Festschrift Praxis der Philosophie.[33]

## Schriften (Auswahl)
- Alternativen der Wissenschaft. Suhrkamp, Frankfurt am Main 1980, ISBN 978-3-518-07934-8 (Reihe: Suhrkamp-Taschenbuch Wissenschaft; 334).
- Mit Hartmut Böhme: Das Andere der Vernunft. Zur Entwicklung von Rationalitätsstrukturen am Beispiel Kants. Frankfurt am Main 1983 (2. Auflage 1985, 3. Auflage 1989, 5. Auflage 2007).
- Anthropologie in pragmatischer Hinsicht. Suhrkamp, Frankfurt am Main 1985, ISBN 3-518-11301-1.
- Der Typ Sokrates. Suhrkamp, Frankfurt am Main 1988, ISBN 978-3-518-57925-1.
- Für eine ökologische Naturästhetik. Suhrkamp, Frankfurt am Main 1989, ISBN 3-518-11556-1.
- Als Hrsg.: Klassiker der Naturphilosophie. Beck, München 1989.
- Natürlich Natur. Über Natur im Zeitalter ihrer technischen Reproduzierbarkeit. Suhrkamp, Frankfurt am Main 1992, ISBN 3-518-11680-0/1.
- Atmosphäre: Essays zur neuen Ästhetik. Frankfurt am Main 1995, ISBN 3-518-11927-3.
- Als Hrsg. mit Gregor Schiemann, Phänomenologie der Natur, Frankfurt am Main 1997, stw 1325
- Theorie des Bildes. Fink, München 1999.
- Aisthetik. Fink, München 2001.
- Die Natur vor uns. Naturphilosophie in pragmatischer Hinsicht. Kusterdingen 2002, ISBN 3-906336-33-6.
- Leibsein als Aufgabe. Leibphilosophie in pragmatischer Hinsicht. Kusterdingen 2003, ISBN 3-906336-38-7.
- Platons theoretische Philosophie. WBG, Darmstadt 2004.
- Mit Hartmut Böhme: Feuer, Wasser, Erde, Luft. Eine Kulturgeschichte der Elemente. Beck, München 2004, ISBN 978-3-406-51067-0.
- Goethes Faust als philosophischer Text. Die Graue Edition, Kusterdingen 2005.
- mit Farideh Akashe-Böhme: Mit Krankheit leben. Von der Kunst, mit Schmerz und Leid umzugehen. München 2005, ISBN 3-406-52790-6.
- Mit Gregor Schiemann und Dieter Mersch (Hrsg.): Platon im nach-metaphysischen Zeitalter. WBG, Darmstadt 2006.
- Architektur und Atmosphäre. München 2006, ISBN 3-7705-4343-2.
- Mit Gisbert Hoffmann: Benn und Wir. Existentielle Interpretationen zu Gedichten von Gottfried Benn. Berlin 2007, ISBN 978-3-936532-81-4.
- Invasive Technisierung. Technikphilosophie und Technikkritik. Kusterdingen 2008, ISBN 978-3-906336-50-3.
- Mit W. R. Lafleur und S. Shimazono (Hrsg.): Fragwürdige Medizin. Unmoralische Forschung in Deutschland, Japan und den USA im 20. Jahrhundert. Frankfurt am Main 2008, ISBN 978-3-593-38582-2.
- Ethik leiblicher Existenz. Über unseren moralischen Umgang mit der eigenen Natur. Suhrkamp, Frankfurt am Main 2008, ISBN 978-3-518-29480-2.
- (Hg.) Kritik der Leistungsgesellschaft. Bielefeld/Basel 2010, ISBN 978-3-89528-797-8.
- Geschichte im Querblick. Die Weimarer Republik in der Perspektive eines Zeitgenossen. Schöningh, Paderborn 2012, ISBN 978-3-506-77323-4.
- (Hg.)  Alternative Wirtschaftsformen. Bielefeld 2012, ISBN 978-3-89528-931-6.
- Ich-Selbst. Über die Formation des Subjekts. Wilhelm Fink Verlag, Paderborn 2012, ISBN 978-3-7705-5386-0.
- Bewusstseinsformen. Wilhelm Fink Verlag, Paderborn 2013, ISBN 978-3-7705-5530-7.
- Ästhetischer Kapitalismus. Suhrkamp, Berlin 2016, ISBN 978-3-518-12705-6.
- Leib. Die Natur, die wir selbst sind. Suhrkamp, Berlin 2019, ISBN 978-3-518-29870-1.
- mit Rebecca Böhme: Über das Unbehagen im Wohlstand. Suhrkamp, Berlin 2021, ISBN 978-3-518-12767-4.

## Übersetzungen
- Ethics in Context: The Art of Dealing with Serious Questions. Polity 2001.
- Invasive Technification: Critical Essays in the Philosophy of Technology. Continuum 2012.
- Atmospheric Architectures: The Aesthetics of Felt Spaces. Bloomsbury 2017.
- Critique of Aesthetic Capitalism. Mimesis 2017.
- Aisthétique : pour une esthétique de l'expérience sensible, Vorwort v. Emmanuel Alloa & Céline Flécheux und Nachwort v. Mildred Galland-Szymkowiak, Les Presses du réel, Reihe "Perceptions" 2020.